# Dampierre-sous-Bouhy
Dampierre-sous-Bouhy ist eine französische Gemeinde mit 456 Einwohnern (Stand: 1. Januar 2022) im  Département Nièvre in der Region Bourgogne-Franche-Comté. Sie gehört zum Arrondissement Cosne-Cours-sur-Loire und zum Kanton Pouilly-sur-Loire. Die Einwohner werden Dampierrois genannt.

## Geographie
Dampierre-sous-Bouhy liegt etwa 46 Kilometer südwestlich von Auxerre in der Naturlandschaft Puisaye zwischen den Flüssen Loire und Yonne. Umgeben wird Dampierre-sous-Bouhy von den Nachbargemeinden Saint-Amand-en-Puisaye im Nordwesten und Norden, Treigny-Perreuse-Sainte-Colombe im Norden und Nordosten, Bouhy im Osten, Ciez im Süden sowie Bitry im Westen.

## Bevölkerungsentwicklung
| Jahr                       | 1962 | 1968 | 1975 | 1982 | 1990 | 1999 | 2006 | 2019 |
| Einwohner                  | 706  | 630  | 558  | 572  | 484  | 470  | 486  | 440  |
| Quellen: Cassini und INSEE |      |      |      |      |      |      |      |      |

## Sehenswürdigkeiten
- Kirche Saint-Pierre aus dem 16. Jahrhundert, seit 1907 Monument historique

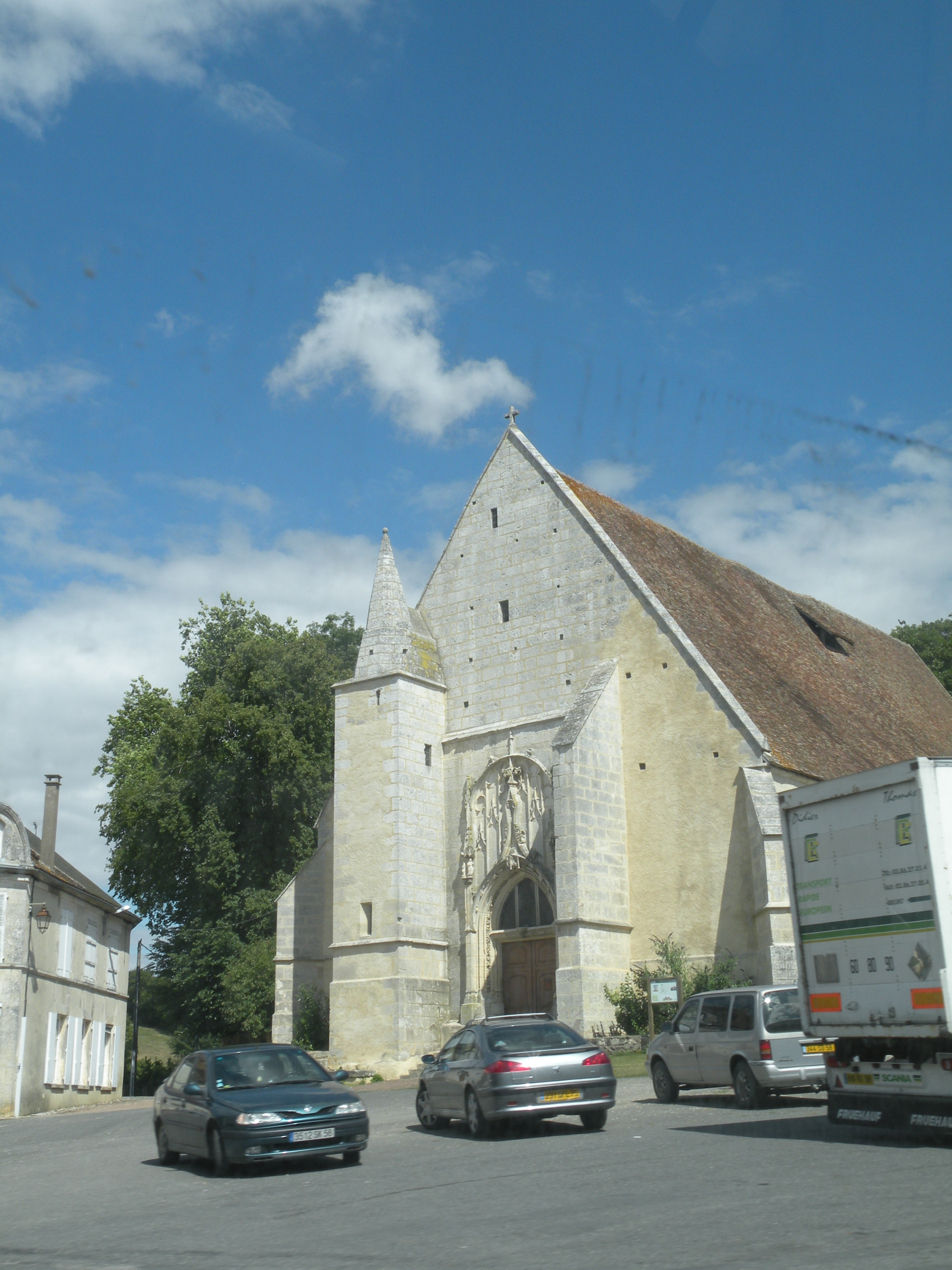
Kirche Saint-Pierre

- Schloss Angelier